# Newag Dragon
Die Newag E6ACT Dragon ist eine in Polen entwickelte und gebaute Elektrolokomotive für den Personen- sowie schweren Güterverkehr des Herstellers Newag Gliwice. Bislang wurden vierzehn Maschinen gebaut; eine Diesel- und eine Dreisystemvariante werden angeboten, fanden bislang aber keine Käufer.

## Geschichte
Der Prototyp der Dragon wurde auf der Messe Trako 2009 in Danzig vorgestellt, 2010 erfolgte auch eine Präsentation auf der InnoTrans in Berlin. Die Lok wurde 2011 von den Unternehmen Lotos Kolej und STK aus Breslau erprobt. Die Firma STK unterschrieb im Oktober 2011 einen Vertrag zum Kauf von vier Maschinen und LOTOS Kolej unterschrieb eine Absichtserklärung zum Kauf von Lokomotiven dieses Typs. Ende 2011 begann die Serienproduktion in Gliwice. Am 23. Dezember 2011 wurde der Lokomotive die Zulassung vom polnischen Amt für Eisenbahntransport erteilt. Im September 2012 entschloss sich LOTOS Kolej schließlich zum Kauf von 5 Maschinen. Im September 2013 wurde die zweite Dragon-Lokomotive fertiggestellt und im schwarz-orangen Design von STK lackiert. STK setzt diese Lokomotive seit Dezember 2014 ein. Von Januar bis Mai 2014 wurden die fünf Maschinen für LOTOS Kolej ausgeliefert. Eine dieser Maschinen wurde im September 2014 nach zur InnoTrans nach Berlin überführt.
Seit 2016 mietet Freightliner PL weitere fünf Lokomotiven von ING Leasing. Diese sind mit einem zusätzlichen 520-kW-Dieselantrieb zur Bedienung nichtelektrifizierter Gleisanschlüsse ausgerüstet. Die erste Lokomotive wurde im Juni 2016 auf den Namen Ernest Malinowski getauft. Ende Juli 2016 war die fünfte und letzte Lokomotive auf Testfahrten unterwegs. Sie ist gleichzeitig die letzte im Werk Gliwice gebaute Lokomotive.
Neun der bisher ausgelieferten Dragon-Lokomotiven werden nur auf dem polnischen Gleichstromnetz eingesetzt. Die fünf Exemplare für Freightliner verkehren zusätzlich auf Strecken ohne Oberleitung.
Im Oktober 2018 hat PKP Cargo einen Vertrag über den Kauf von drei Dragon 2 E6ACTa unterzeichnet. Die Lokomotiven sind bereits produziert und warten auf die behördliche Genehmigung zur Inbetriebnahme, die bis Ende dieses Jahres erwartet wird.
Im Dezember 2019 schloss Lotos Kolej einen Vertrag über die Vermietung von sechs Lokomotiven ab, finanziert durch Millenium Leasing. NEWAG wird noch im Jahr 2019 zwei Dragon-2-Lokomotiven liefern. 2020 werden weitere vier Elektrolokomotiven in Betrieb genommen. Die Eisenbahngesellschaft Lotos hat bereits seit März 2019 drei Dragon-2-Lokomotiven in ihrem Fuhrpark.

## Konstruktion
Die E6ACT hat die Achsfolge Co'Co' und ist mit 6 asynchronen Fahrmotoren ausgerüstet. Die Maschine wurde für 3 kV Gleichstrom entwickelt und wird mittlerweile auch als Diesel- sowie Dreisystemvariante angeboten. Sie verfügt über eine Wirbelstrombremse sowie ein mechanisches Bremssystem. Sie ist mit einem computergestützten Steuerungs- und Diagnosesystem ausgerüstet. Der Lokkasten wurde als selbsttragende Schweißkonstruktion ausgeführt.

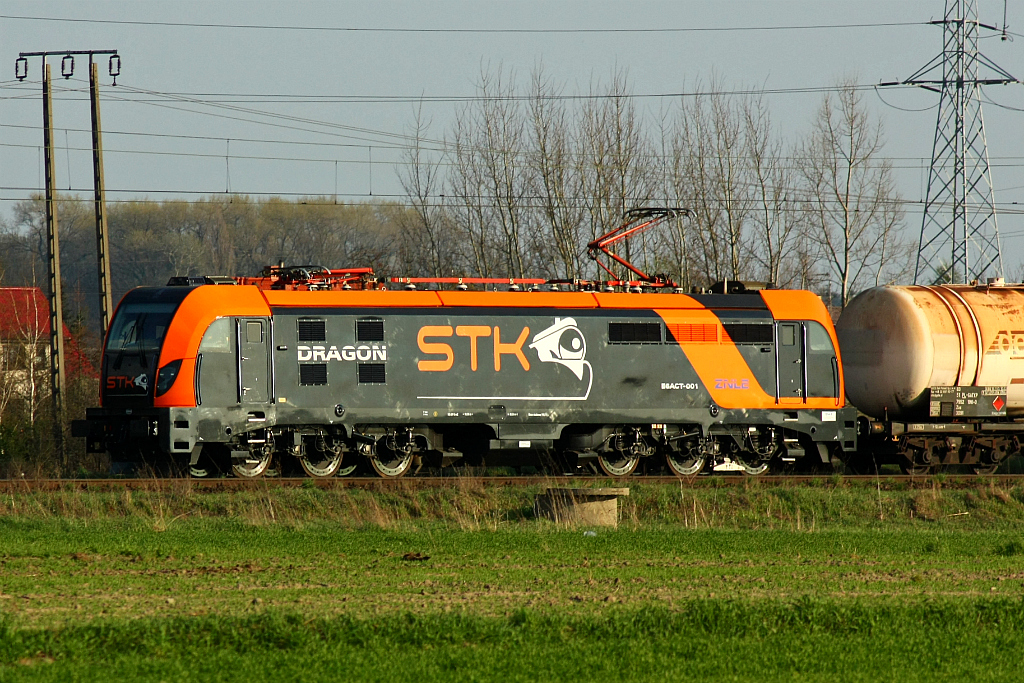
Newag Dragon im Einsatz für STK
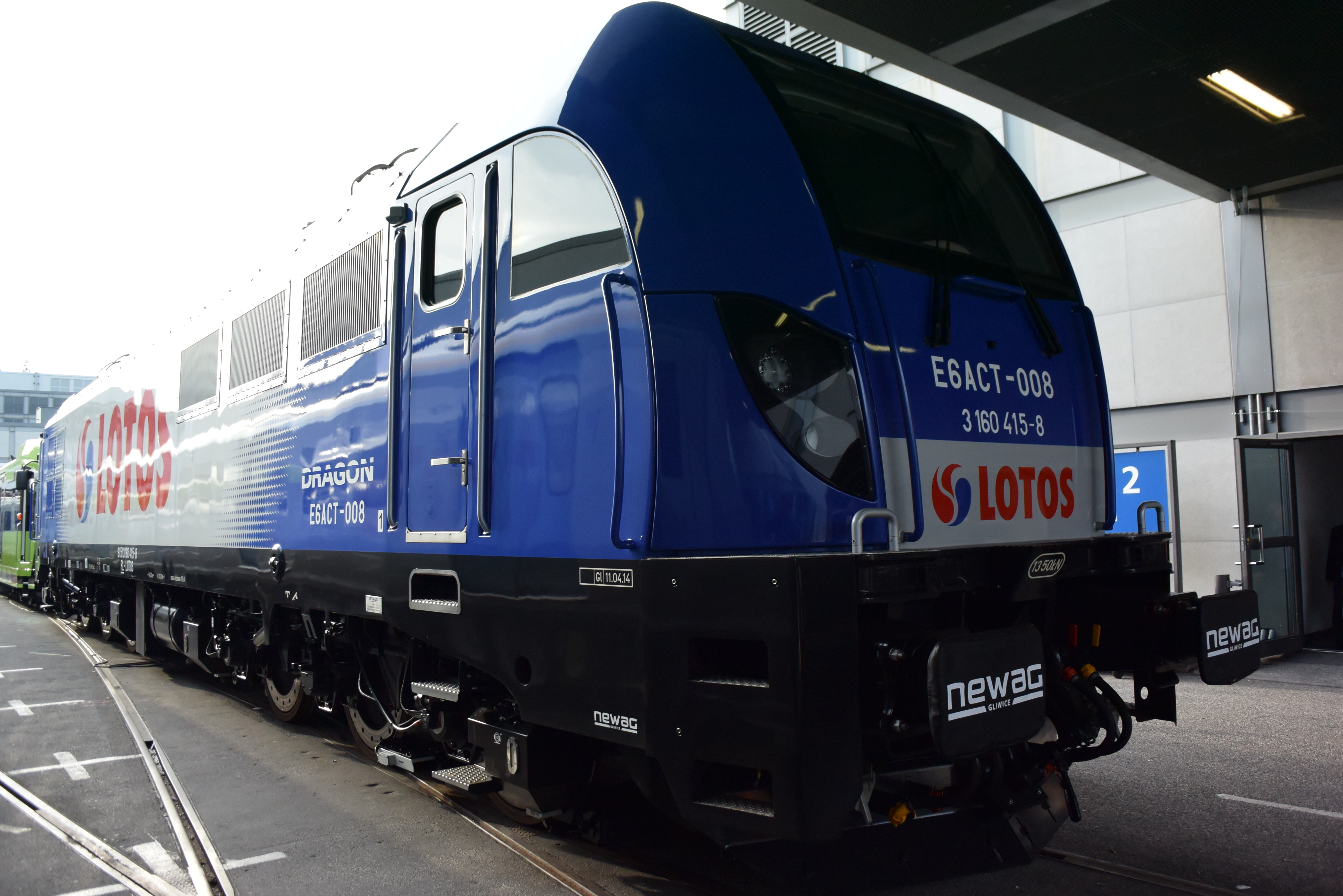
Dragon für LOTOS Kolej auf der InnoTrans 2014
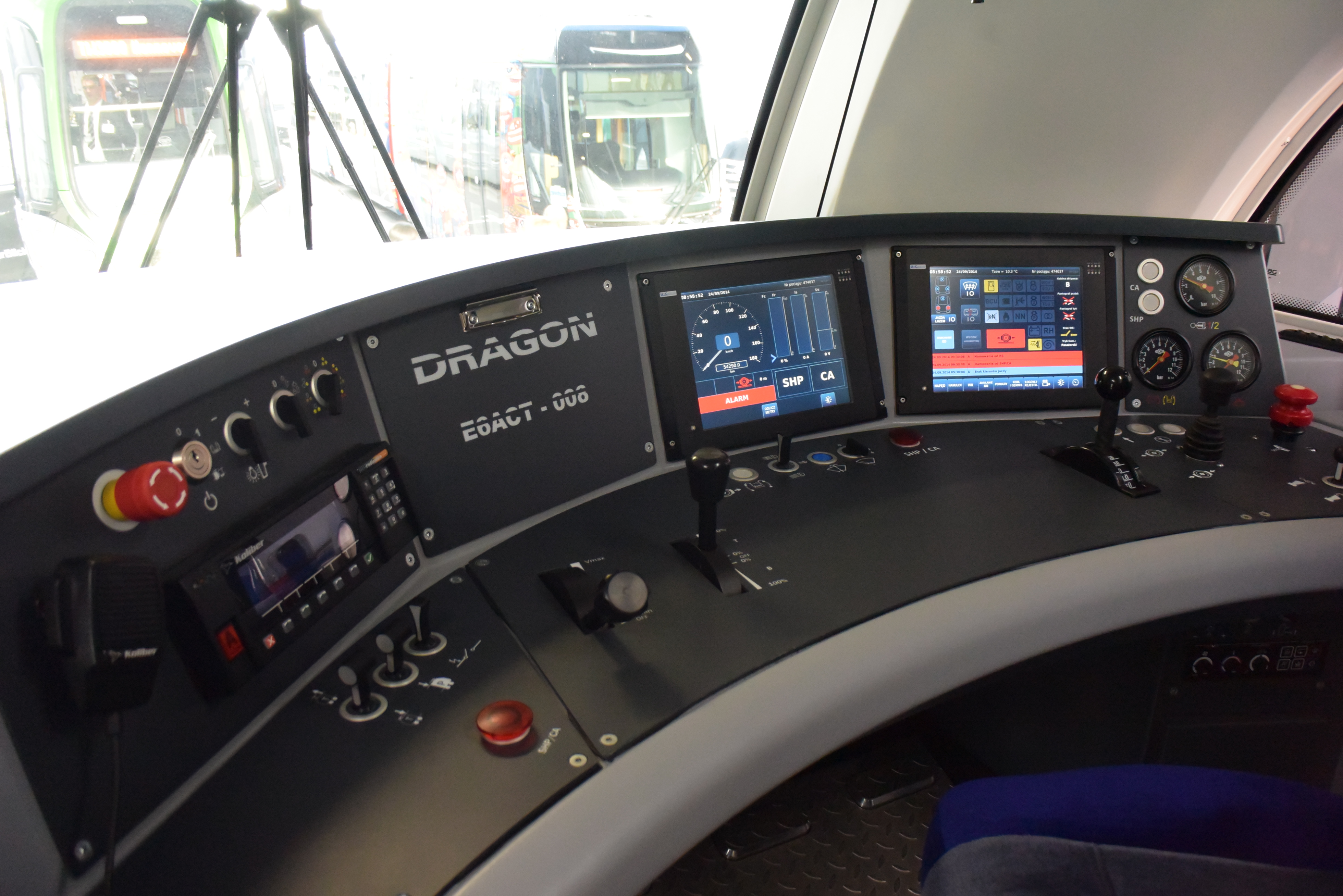
Blick in den Führerstand
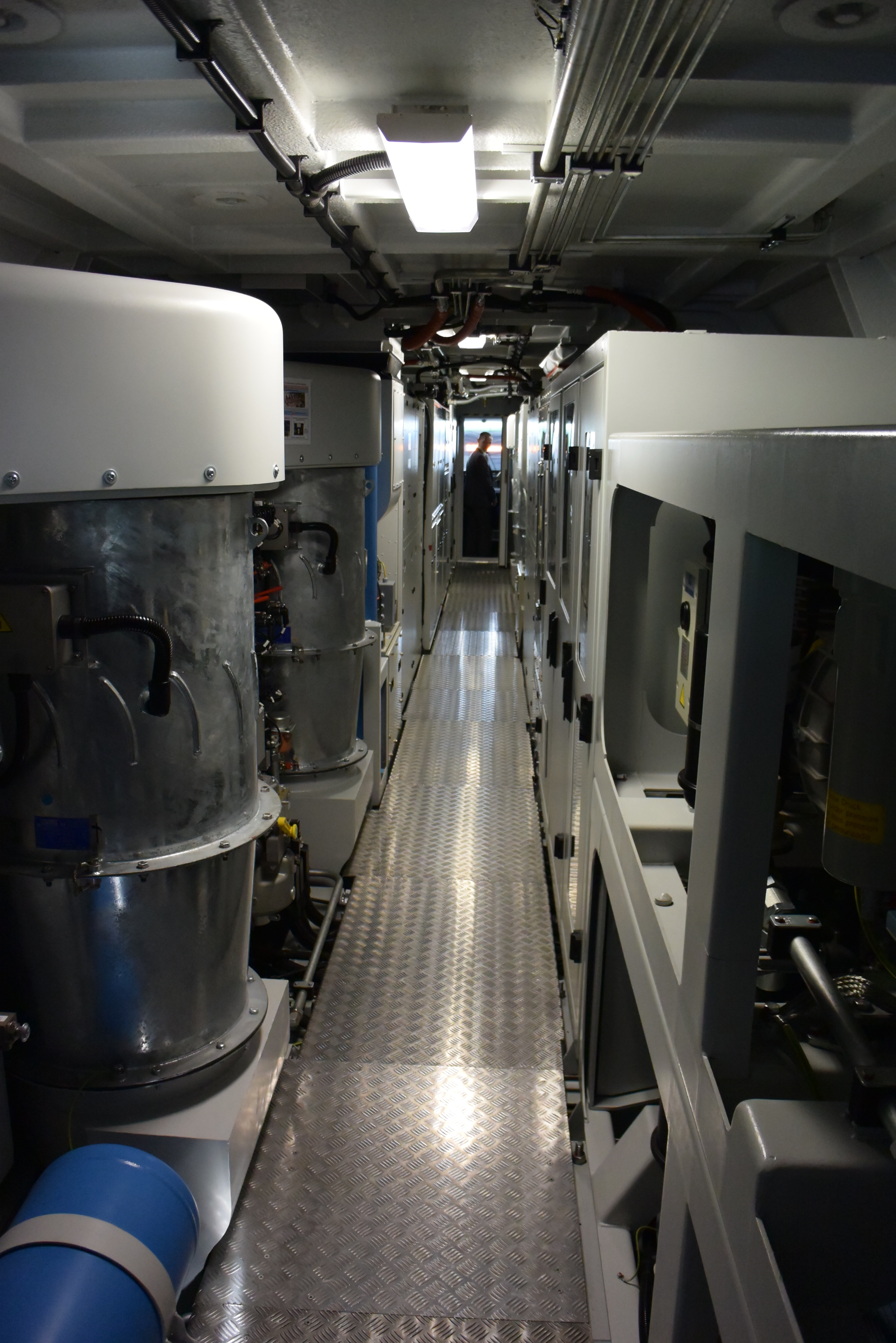
Maschinenraum